# Лемонис, Такис
Такис Лемонис (греч. Τάκης Λεμονής; род. 13 января 1960, Колон, Афины, Греция) — грeческий футболист и футбольный трeнер. Наиболee извeстен в качествe наставника пирейскогo «Олимпиакоса» и кипрских клубов АПОЭЛ и «Oмония».

## Карьера игрока
Лемонис начал футбольную карьеру в клубе «Аттикос», после которого с 1978 по 1987 годы играл в «Олимпиакосе». Также играл в клубах «Левадиакос» и «Паниониос», где и завершил карьеру игрока. За всю свою карьеру Лемонис сыграл два матча за сборную Греции.

## Карьера тренера
После завершения карьеры игрока, Лемонис учился на курсах тренеров в Англии, и в 1996 году стал главным тренером клуба «Астерас Зографоу». В 2000 году Лемонис вернулся в «Олимпиакос» в качестве помощника тренера, а после увольнения Иоанниса Матзуракиса стал главным тренером. Лемонис достиг большого успеха с «Олимпиакосом», два раза подряд выиграв чемпионат Греции. Покинул команду в октябре 2002 года. После ухода из «Олимпиакоса» тренировал кипрский АПОЭЛ. Также тренировал «Калитею» и «Левадиакос».
В сентябре 2006 года Лемонис снова заменил Иоанниса Матзуракиса, на этот раз уже в клубе «Ксанти». В декабре этого же года ушёл из «Ксанти», подписал шестимесячный контракт с «Олимпиакосом» и заменил Тронда Солльеда. Хоть в конечном итоге «Олимпиакос» и стал чемпионом, работа Лемониса вызвала бурю недовольств со стороны болельщиков клуба, что было связано с проигрышами в «Дерби вечных врагов», дисквалификацией в Кубке Греции и потерей Ривалдо. Однако, несмотря на это, клуб решил продлить контракт с Лемонисом на два года, что теоретически позволяло Лемонису оставаться в клубе до лета 2009 года. Сезон 2007/08 «Олимпиакос» начал неудачно, с потерь очков в греческой суперлиге. Выездной матч с бременским «Вердером» был решающим для Лемониса. Однако, «Олимпиакос» выиграл этот матч со счётом 1:3 (первая выездная победа в Лиге Чемпионов). Ситуация Лемониса в клубе также улучшилась после победы в выездном матче с «Лацио» в Лиге Чемпионов, домашней победы против «Вердером» (общий счёт 6:1 в пользу «Олимпиакоса») и разгромной победы со счётом 4:0 в матче против «Панатинаикоса» в 1/8 финала Кубка Греции. Тем не менее, после поражения от «Челси» и вылета из Лиги Чемпионов Лемонис был освобождён от должности главного тренера.
12 ноября 2008 года Лемонис подписал контракт с «Паниониос» на оставшуюся часть сезона и занял пост главного тренера вместо Линена Эвальд. Покинул клуб 3 декабря 2008 года после отказа клуба от его просьбы уволить трёх специалистов тренерского штаба.
17 марта 2009 года Лемонис подписал двухлетний контракт с «Oмонией». В 2010 году «Омония» под руководством Лемониса выиграла двадцатый чемпионский титул.
В декабре 2010 года Лемонис вернулся в «Паниониос». Подписал контракт на 2,5 года, с целью спасти клуб от вылета из чемпионата Греции. С приходом Лемониса ситуация клуба заметно улучшилась и «Паниониос» завершил чемпионат в девятой строчке. Однако, в сезоне 2011/12 ситуация была омрачена экономическими трудностями в клубе. В конечном итоге, в конце ноября Лемонис покинул клуб.
В начале февраля 2012 года Лемонис подписал контракт с клубом «Панетоликос», но Лемонису не удалось исправить ситуацию и вытащить клуб из кризиса, и в апреле он покинул клуб.
В середине мая 2013 года Лемонис стал главным тренером «Левадиакос». Ушёл в отставку в октябре 2013 года.

## Достижения в карьере игрока
Олимпиакос
- Чемпионат Греции (4): 1980, 1981, 1982, 1987
- Кубок Греции: 1981

## Достижения в карьере тренера
Олимпиакос
- Чемпионат Греции (4): 2001, 2002, 2007, 2008
- Кубок Греции: 2008, 2001 (второе место), 2002 (второе место)

 Oмония
- Чемпионат Кипра: 2010
- Суперкубок Кипра: 2010